# 히와정
히와정(比和町)은 히로시마현 히바군의 북동부에 있던 정이다. 2005년 3월 31일, 구 쇼바라시, 히바군, 도조정, 구치와정, 다카노정, 사이조정, 고누군 소료정과 신설합병해 쇼바라시가 되었다. 동시에 히바군도 소멸하였다. 

## 역사
- 1889년 4월 1일 - 정촌제 시행으로 히와촌이 성립하였다.
- 1933년 4월 1일 - 정으로 승격해 히와정이 되었다.
- 2005년 3월 31일 - 구 쇼바라시, 히바군, 도조정, 구치와정, 다카노정, 사이조정, 고누군 소료정과 신설합병해 쇼바라시가 되었다. 동시에 히바군도 106년반의 역사에 종지부를 찍었다.

## 교통

### 도로
- 국도 제432호선 (일본)(일본어판)